# CD4

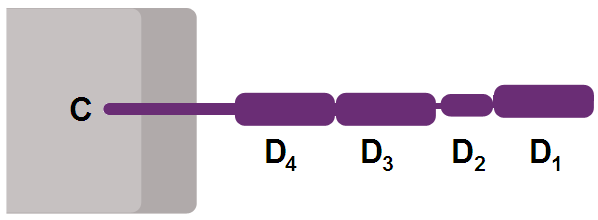
Representação esquemática do co-receptor CD4

CD4 (Grupamento de diferenciação 4 ou cluster of differentation, em inglês) é uma molécula que se expressa na superfície de algumas  células T, macrófagos, monócitos, célula dendrítica  e nos neutrófilos . É uma glicoproteína monomérica de 59kDa que contém quatro domínios (D1, D2, D3, D4) de tipo imunoglobulinas.

## Papel no HIV
O HIV penetra nos macrófagos e nos linfócitos T CD4+ através da adsorção de glicoproteínas na sua superfície para recetores na célula-alvo, seguida pela fusão do envelope viral com a membrana celular e pela libertação do capsídeo do VIH na célula.
A penetração na célula tem início com a interação do complexo envelope trímero (gp160) com o CD4 e um recetor de quimiocina na superfície da célula (geralmente o CCR5 ou CXCR4, embora sejam conhecidos outros). A gp120 liga-se à integrina α4β7, ativando o LFA-1, a principal integrina envolvida no estabelecimento de sinapses virológicas, que facilita a disseminação eficiente do VIH-1 entre células.  A gp160 contém domínios de ligação tanto para o CD4 como para os recetores de quimioquina.
O primeiro estágio na fusão envolve a união dos domínios de ligação CD4 da gp120 ao CD4. Uma vez ligada a gp120 com a proteína CD4, o complexo envelope atravessa uma alteração na estrutura, expondo os domínios de ligação de quimioquina da gp120 e permitindo-lhes interagir com o recetor-alvo de quimioquina. Isto permite uma ligação mais estável, o que permite ao peptídeo de fusão N-terminal gp41 penetrar na membrana celular. Em seguida, as sequências de repetição na gp41, HR1 e HR2 interagem entre si, provocando o colapso da porção extracelular da gp41 num hairpin. Esta estrutura circular aproxima o vírus da membrana celular, permitindo a fusão das suas membranas e consequente entrada do capsídeo viral.
Depois do VIH se ligar à célula-alvo, injeta nela o seu RNA e as suas diversas enzimas, incluindo a transcriptase reversa, integrase, ribonuclease e protease. O VIH pode infetar células dendríticas (CD) através do processo CD4-CCR5, embora possa também usar recetores de lectina tipo C. As células dendríticas são uma das primeiras células que o vírus encontra durante a trensmissão por via sexual. Atualmente, pensa-se que as CD desempenhem um papel importante na transmissão do VIH para os linfócitos, durante o momento em que o vírus é capturado na mucosa. Acredita-se que a presença da proteína FEZ-1, que ocorre naturalmente em neurónios, impeça que o VIH infecte as células.

## Leitura de apoio
- Miceli MC, Parnes JR (1993). «Role of CD4 and CD8 in T cell activation and differentiation». Adv. Immunol. 53: 59–122. PMID 8512039. doi:10.1016/S0065-2776(08)60498-8
- Geyer M, Fackler OT, Peterlin BM (2001). «Structure--function relationships in HIV-1 Nef». EMBO Rep. 2 (7): 580–5. PMC 1083955. PMID 11463741. doi:10.1093/embo-reports/kve141
- Greenway AL, Holloway G, McPhee DA;  et al. (2004). «HIV-1 Nef control of cell signalling molecules: multiple strategies to promote virus replication». J. Biosci. 28 (3): 323–35. PMID 12734410. doi:10.1007/BF02970151
- Bénichou S, Benmerah A (2003). «[The HIV nef and the Kaposi-sarcoma-associated virus K3/K5 proteins: "parasites"of the endocytosis pathway]». Med Sci (Paris). 19 (1): 100–6. PMID 12836198
- Leavitt SA, SchOn A, Klein JC;  et al. (2004). «Interactions of HIV-1 proteins gp120 and Nef with cellular partners define a novel allosteric paradigm». Curr. Protein Pept. Sci. 5 (1): 1–8. PMID 14965316. doi:10.2174/1389203043486955
- Tolstrup M, Ostergaard L, Laursen AL;  et al. (2004). «HIV/SIV escape from immune surveillance: focus on Nef». Curr. HIV Res. 2 (2): 141–51. PMID 15078178. doi:10.2174/1570162043484924
- Hout DR, Mulcahy ER, Pacyniak E;  et al. (2005). «Vpu: a multifunctional protein that enhances the pathogenesis of human immunodeficiency virus type 1». Curr. HIV Res. 2 (3): 255–70. PMID 15279589. doi:10.2174/1570162043351246
- Joseph AM, Kumar M, Mitra D (2005). «Nef: "necessary and enforcing factor" in HIV infection». Curr. HIV Res. 3 (1): 87–94. PMID 15638726. doi:10.2174/1570162052773013
- Anderson JL, Hope TJ (2005). «HIV accessory proteins and surviving the host cell». Current HIV/AIDS reports. 1 (1): 47–53. PMID 16091223. doi:10.1007/s11904-004-0007-x
- Li L, Li HS, Pauza CD;  et al. (2006). «Roles of HIV-1 auxiliary proteins in viral pathogenesis and host-pathogen interactions». Cell Res. 15 (11-12): 923–34. PMID 16354571. doi:10.1038/sj.cr.7290370
- Stove V, Verhasselt B (2006). «Modelling thymic HIV-1 Nef effects». Curr. HIV Res. 4 (1): 57–64. PMID 16454711. doi:10.2174/157016206775197583